# 이병헌 (2003년)
이병헌(2003년 6월 4일 ~ )은 대한민국의 야구 선수로, 현재 KBO 리그 두산 베어스에서 투수로 뛰고 있다. 서울고등학교 2학년 시절 봉황대기 전국고교야구대회 등에서의 활약으로 주목 받았으나, 3학년 때 팔꿈치 부상으로 수술을 받았다. 하지만 두산 베어스의 1차 지명을 받으며 프로에 입단했고, 재활을 마친 후 2022년 프로에 데뷔했다. 2024년 시즌에 팀의 주축 불펜 투수로 자리잡았다.

## 아마추어 경력
이병헌은 초등학교 4학년 때 캐치볼을 하면서 야구에 흥미를 느꼈고, 다음해에 야구부가 있는 역삼초등학교로 전학했다. 시력이 좋지 않아 초등학교 5학년 때부터 스포츠 고글을 착용했으며, 이후 영동중학교에 진학해 투수와 타자를 병행하다가 향후 진로를 위해 투수에 집중하기로 결정했다. 서울고등학교에 진학 후 2학년 때 공식 경기에서 14경기에 등판, 34+2⁄3이닝을 소화하며 2승 1패, 평균자책점 1.03, 42탈삼진, 25사사구를 기록했다. 2020년 제48회 봉황대기 전국고교야구대회에서는 세광고등학교와의 16강전에서 3이닝 1볼넷 4탈삼진 무실점으로 구원승을 따냈으며, 4강전에서 만난 유신고등학교를 상대로는 4+1⁄3이닝 무실점으로 팀의 결승행을 도왔다. 이어 인천고등학교와의 결승전에서도 구원 등판해 6+2⁄3이닝 동안 3피안타 7탈삼진 무실점을 기록했으나, 소속팀이 우승에 이르지는 못했다.
2학년 때부터 구속 150km/h를 기록하며 2021년 마지막 1차 지명에서 두산 베어스의 지명을 받을 것이라는 예상도 있었으나, 2021년 4월 중순 연습 경기에서 팔꿈치 통증을 호소하며 마운드를 내려왔고, 팔꿈치 인대 염좌 진단을 받았다. 이후 6월 10일에 제75회 황금사자기 전국고교야구대회 8강전에서 유신고를 상대로 다시 마운드에 올랐지만 1⁄3이닝 4실점으로 부진했고, 6월 13일 주말리그 등판을 마지막으로 수술과 재활을 놓고 고민하다 8월 중에 왼쪽 팔꿈치 뼛조각 제거 수술과 토미 존 수술을 차례로 받기로 결정했다. 그럼에도 두산 구단은 신인 1차 지명 선수로 이병헌을 선택했고, 이병헌과 2억 7,000만 원의 금액으로 입단 계약을 마쳤다.

## 프로 경력

### 2022년
재활을 마치고 2022년 7월 29일에 이천 베어스 파크에서 열린 퓨처스리그 키움 히어로즈전에서 선발 등판해 1이닝 1볼넷 1탈삼진 무실점을 기록했다. 다음달 12일 서산 한화 이글스 2군과의 경기에서는 3이닝 무피안타 7탈삼진 무실점으로 호투했다. 9월 1일 1군 확대 엔트리 시행을 앞두고 두산 김태형 감독은 이병헌을 당장 1군에 올리는 것보다 체계적으로 준비해서 다음해 스프링캠프부터 단계를 밟는 게 좋겠다는 의견을 피력하기도 했으나, 9월 3일에 프로 데뷔 처음으로 1군 엔트리에 합류했다. 그리고 같은 달 7일 창원 NC 다이노스전에서 1군 데뷔전을 치렀는데, 6회말 1사에 구원 등판해 2⁄3이닝 1피안타 2사사구 1탈삼진 무실점을 기록했다. 이해 시즌 9경기에 출전해 5이닝을 던지며 3.60의 평균자책점을 기록했다.

### 2023년
새로운 시즌을 앞두고 이병헌은 두산에서만 뛰면서 통산 101승을 올린 유희관이 달았던 등번호인 29번을 달게 되었다. 이후 시즌 개막과 함께 1군 엔트리에 포함되었으나, 불안한 제구를 보이면서 재정비를 위해 4월 6일 2군으로 내려갔다. 이후 4월 16일에 다시 1군 엔트리에 복귀했고, 이후 출전한 7경기에서 1실점만을 허용하며 2홀드를 따냈으며 평균자책점을 2.84까지 끌어내렸다. 5월 27일에 재정비를 위해 다시 2군으로 내려갔다가, 6월 10일에 다시 1군으로 돌아왔다. 6월 22일에 다시 1군에서 말소되었다가, 7월 11일에 다시 1군에 등록되었다. 이후 8월 26일 잠실 SSG 랜더스전에서 팀의 두 번째 투수로 등판해 한유섬을 상대로 머리쪽으로 향하는 몸에 맞은 공을 허용했고, 2군에서 조정 시간을 갖기 위해 다음날 1군에서 말소되었다.
소속팀 두산은 정규 시즌을 5위로 마치며 와일드카드 결정전에 진출해 NC 다이노스와 맞붙게 되었다. 1차전에서 두산의 마지막 투수로 나온 이병헌은 아웃카운트 하나를 챙겼으며, 팀은 14–9로 패하며 시즌을 마감했다. 이병헌은 이해 시즌 36경기에 출전해 27이닝을 소화하며 4.67의 평균자책점을 기록했다.

### 2024년
이병헌은 2024년 KBO 리그 정규 시즌 개막전을 앞두고 소속팀인 두산 베어스의 1군 엔트리에 포함되었다. 시즌 두 번째 등판이었던 3월 26일 kt wiz전에서 6회 말에 마운드에 올라 2⁄3이닝 무실점을 기록하며 프로 데뷔 첫 승을 거두었다. 4월 7일 사직 롯데전과 10일 잠실 한화전에서는 각각 2이닝 무실점과 2⁄3이닝 무실점을 기록하며 시즌 첫, 두 번째 홀드를 기록했다. 5월 3일과 4일 LG전에서는 각각 1+1⁄3이닝 무실점, 1+2⁄3이닝 무실점을 기록하며 이틀 연속 구원승을 거뒀다. 4일 경기까지 포함해 21경기에 출전하면서 리그 구원 투수 가운데 가장 많은 등판 횟수를 기록했고, 투구 이닝은 김재윤에 이어 2위를 기록했다. 8월 10일 문학 SSG전에서는 1+2⁄3이닝 무실점을 기록하며 프로 데뷔 첫 세이브를 따냈다. 9월 14일 잠실 kt전에서는 2⁄3이닝 무실점으로 시즌 19홀드째 기록하며 2001년 시즌의 차명주를 넘어서 두산 역대 좌완 투수 한 시즌 최다 홀드 신기록을 달성했다. 9월 17일 잠실 삼성전에서는 2⁄3이닝 무실점을 투구하며 정우람의 종전 기록을 깨고 역대 KBO 리그 좌완 투수 최연소인 21세 3개월 13일의 나이로 시즌 20홀드 고지를 밟았다.
소속팀 두산은 정규 시즌 4위를 기록, 와일드카드 결정전에 진출해 kt wiz와 맞붙었다. 이병헌은 1차전에서 8회 마운드에 올라 장성우에게 볼넷을 내주고 강백호를 땅볼로 잡아낸 후 교체되었고, 2차전에서는 팀 내 3번째 투수로 등판해 1+1⁄3이닝 동안 1실점을 기록해 패전 투수가 되었다. 이로써 2연패를 당한 두산은 정규 시즌 4위를 하고도 와일드카드 결정전을 내준 KBO 리그 최초의 팀이 되었다. 2024년 시즌 이병헌은 6승 1패 1세이브 22홀드, 57탈삼진, 평균자책점 2.89의 커리어 하이 시즌을 보냈으며, 김택연, 최지강과 함께 팀의 불펜진을 이끌었다. 또한 노경은과 함께 정규 시즌 리그에서 가장 많은 77경기에 등판했으며, 리그에서 3번째로 많은 22번의 연투를 소화했다. 이해 시즌 두산은 선발투수진의 평균자책점이 5.07에 외국인 투수 4명이 올린 승수가 13승에 불과했으며, 이른바 '투마카세'(이닝 쪼개기)라고 불리는 이승엽 감독의 불펜 운용으로 구원 등판 횟수(628회)와 불펜 소화 이닝(600+1⁄3이닝)으로 둘 다 리그에서 유일하게 숫자 600을 넘긴 시즌이었다.
이병헌은 시즌 중인 9월 12일에 일찌감치 2024년 WBSC 프리미어 12 60명 예비 명단에 포함되었으나, 10월에 프리미어 12 국가대표팀 훈련 선수 명단에서 제외되면서 발목 뼛조각 제거 수술을 받았다. 시즌 후인 12월 13일 두산 구단이 주요 선수 연봉 계약 사실을 발표한 가운데, 이병헌은 종전 3600만 원에서 261.1%(9400만 원) 인상된 1억3000만 원에 다음 시즌 연봉 계약을 체결하며 데뷔 3년 만에 억대 연봉 반열에 올라섰다.

### 2025년
2025년 시즌 개막 2연전에 모두 등판하며 1홀드를 기록했던 이병헌은 장염 증세로 인해 주중 3연전을 앞둔 3월 25일에 1군에서 말소되었다.

## 통산 기록
| 연도 | 팀명  | 평균자책점 | 경기 | 완투 | 완봉 | 승 | 패 | 세 | 홀 | 승률  | 타자 | 이닝 | 피안타 | 피홈런 | 볼넷 | 사구 | 탈삼진 | 실점 | 자책점 |
| ---- | ----- | ---------- | ---- | ---- | ---- | -- | -- | -- | -- | ----- | ---- | ---- | ------ | ------ | ---- | ---- | ------ | ---- | ------ |
| 2022 | 두산  | 3.60       | 9    | 0    | 0    | 0  | 0  | 0  | 0  | 0     | 28   | 5    | 5      | 0      | 7    | 1    | 5      | 2    | 2      |
| 2023 | 두산  | 4.67       | 36   | 0    | 0    | 0  | 0  | 0  | 5  | 0     | 126  | 27   | 25     | 2      | 22   | 1    | 28     | 16   | 14     |
| 2024 | 두산  | 2.89       | 77   | 0    | 0    | 6  | 1  | 1  | 22 | 0.857 | 285  | 65⅓  | 61     | 3      | 34   | 3    | 57     | 25   | 21     |
| 통산 | 3시즌 | 3.42       | 122  | 0    | 0    | 6  | 1  | 1  | 27 | 0.857 | 439  | 97⅓  | 91     | 5      | 63   | 5    | 90     | 43   | 37     |